# Нидерланды на зимних Олимпийских играх 2002
Нидерланды принимала участие в Зимних Олимпийских играх 2002 года в Солт-Лейк-Сити (США) в семнадцатый раз за свою историю, и завоевала пять серебряных, три золотые медали. 
| Нидерланды на олимпиаде 2002 года в Солт-Лейк-Сити | Нидерланды на олимпиаде 2002 года в Солт-Лейк-Сити | Нидерланды на олимпиаде 2002 года в Солт-Лейк-Сити | Нидерланды на олимпиаде 2002 года в Солт-Лейк-Сити | Нидерланды на олимпиаде 2002 года в Солт-Лейк-Сити |
| Медали                                             | Спортсмены                                         | Вид спорта                                         | Дисциплина                                         | Результат                                          |
| -------------------------------------------------- | -------------------------------------------------- | -------------------------------------------------- | -------------------------------------------------- | -------------------------------------------------- |
| Золото                                             | Герард ван Вельде                                  | Конькобежный спорт                                 | 1 000 метров, мужчины                              | 1.07,18                                            |
| Золото                                             | Йохем Симон Эйтдехаге                              | Конькобежный спорт                                 | 5 000 метров, мужчины                              | 6.14,66                                            |
| Золото                                             | Йохем Симон Эйтдехаге                              | Конькобежный спорт                                 | 10 000 метров, мужчины                             | 12.58,92                                           |
| Серебро                                            | Ян Бос                                             | Конькобежный спорт                                 | 1 000 метров, мужчины                              | 1.07,53                                            |
| Серебро                                            | Ренате Груневолд                                   | Конькобежный спорт                                 | 3 000 метров, женщины                              | 6.49,22                                            |
| Серебро                                            | Джанни Ромме                                       | Конькобежный спорт                                 | 10 000 метров, мужчины                             | 13.10,03                                           |
| Серебро                                            | Грета Смит                                         | Конькобежный спорт                                 | 5 000 метров, женщины                              | 3.58,94                                            |
| Серебро                                            | Йохем Симон Эйтдехаге                              | Конькобежный спорт                                 | 1 500 метров, мужчины                              | 1.44,57                                            |